# Donald I.
Donald I. (812 – 13. duben 862), vlastním jménem Domnall mac Ailpín byl králem Piktů v letech 858 až 862. Na trůnu byl následníkem svého bratra Kennetha I.
Kronika králů Alby uvádí, že Donald vládl čtyři roky, podobně jako Ulsterská kronika, která zaznamenává smrt jeho bratra v únoru 858 a jeho vlastní v dubnu 862.
Kronika také uvádí vznik zákonů Aed Find, které jsou ztraceny, ale předpokládá se, že se vztahovaly k církvi a stanovovaly určité výsady. Zmínka o Fortevoitu jako místě vzniku těchto zákonů, jakož i místě Kennethovy smrti nasvědčuje tomu, že se jednalo o centrum království, předtím než se jím stalo Scone.
Pravá příčina smrti i místo, kde Donald I. v dubnu 862 zemřel, nejsou známé, předpokládá se, že by se mohlo jednat o Cinnbelachoir. Pohřben byl na Ioně, malém ostrově souostroví Vnitřní Hebridy.